# Груньовий потік (притока Боци)
Груньовий потік (словац. Grúňový potok) — річка в Словаччині, права притока Боци, протікає в окрузі Ліптовський Мікулаш.
Довжина приблизно 3.0-3.5 км. Витік знаходиться в масиві Низькі Татри (частина Кральовогольські Татри) — схил Янового Груня — на висоті близько 1230 метрів. Протікає територією села Вишна Боца.
Впадає в Боцу на висоті приблизно 940-950 метрів.